# Klara Zorzi
Klara Zorzi (zm. 1454) – regentka księstwa Aten w latach 1451–1455.

## Życiorys
Była córką Mikołaja III Zorzi, weneckiego władcy Markizatu Bodonitzy w latach 1411–1414. Jej mężem był Antoni II Acciaiuoli. Ich synami byli Franciszek I Acciaiuoli i Franciszek II Acciaiuoli. W okresie panowania Franciszka I sprawowała faktyczną władzę w Księstwie wraz ze swym kochankiem Bartłomiejem Contarinim. Ich rządy zostały obalone w 1455 roku na skutek interwencji sułtana Mehmeda II, który osadził na tronie drugiego syna Antoniego II, Franciszka II Acciaiuoliego.